# 麗晶酒店及度假村
麗晶酒店及度假村（英語：Regent Hotels & Resorts）或稱麗晶國際酒店（英語：Regent International Hotels），是洲際酒店集團與晶華國際酒店集團旗下的合資跨國酒店公司，目前據點分布亞洲、歐洲等地。

## 沿革

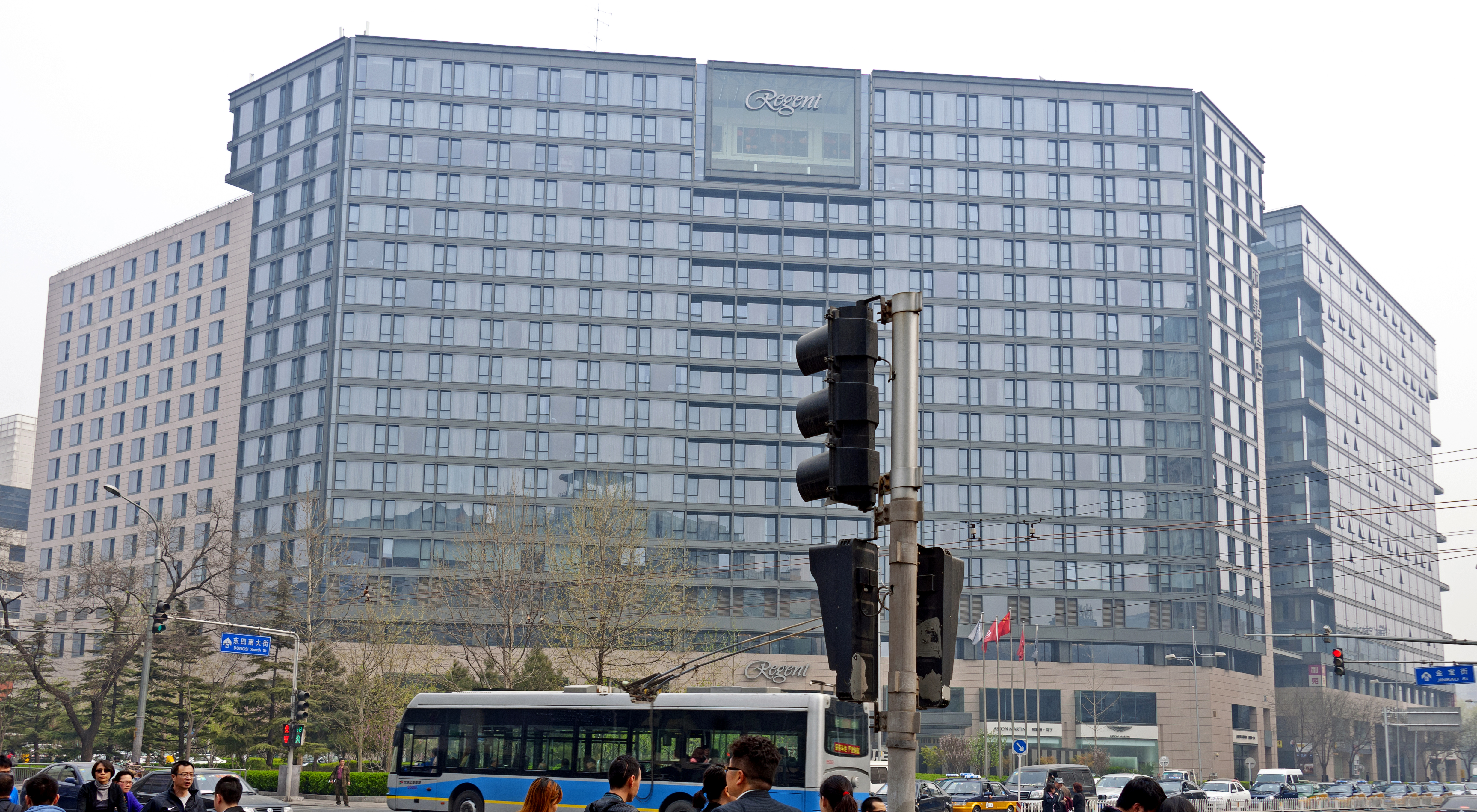
北京麗晶酒店

麗晶酒店由旅館大亨羅伯特·伯恩與日本東急集團於1970年共同成立，曾在夏威夷、紐約、巴里島、米蘭、伊斯坦堡等大城與旅遊勝地拓點。
1981年，香港麗晶酒店開業大受好評，並一直被評為“世界最佳酒店之一”。
1992年，麗晶酒店售予四季酒店集團後，陸續將所有原屬麗晶品牌的管理合約改以四季酒店品牌對外經營。
1998年，卡尔森酒店集团（现丽笙酒店集团）向四季酒店全面收購麗晶酒店，而四季酒店對其已簽訂管理合約的酒店可繼續行使麗晶品牌的使用權。唯四季收購麗晶後，其已悉數將其管理之酒店更改為四季品牌，僅餘新加坡麗晶酒店被予以保留麗晶酒店的品牌截至2018年12月31日該管理合約正式終止為止。其後新加坡麗晶酒店的管理合約由洲際酒店集團與該酒店業主簽訂，四季酒店旗下也再無以麗晶品牌經營的酒店，意味四季與麗晶正式脫離關係。
2010年4月16日，卡爾森集團再將麗晶酒店售予晶華麗晶酒店集團（即台北晶華酒店業主），創下台灣本土旅館業者收購國際品牌首例。晶華酒店收購麗晶酒店品牌後，規劃將台北晶華酒店塑造為麗晶酒店連鎖體系的品牌旗艦店。
2018年3月14日晶華國際酒店董事會，通過與洲際酒店集團成立合資公司—麗晶酒店及度假村，負責經營開發麗晶酒店於台灣以外地區的全球性業務，合資公司晶華將持股49%，51%股權以3930萬美元轉讓給洲際酒店集團。計劃將現時6間酒店規模，逐步拓展至40間，共逾萬間客房；更會將香港洲際酒店大翻新，在2020年農曆年後，進行為期逾一年的裝修，完工之時改用原名「麗晶酒店」。

## 旗下據點
除酒店經營業務外，晶華麗晶酒店集團亦擁有加勒比海麗晶郵輪 Regent Seven Sea Cruises 的品牌特許權（由麗笙酒店（Radisson Blu Hotels）以麗晶品牌特許經營）。

### 現有／籌備中
- 台北晶華酒店（1990年開幕）
- 柏林麗晶酒店（1996年開幕）
- 北京麗晶酒店（2006年開幕）
- 黑山港麗晶酒店（2014年開幕）
- 重慶麗晶酒店（2017年開幕）
- 上海浦東麗晶酒店（2020年開幕）
- 上海海鸥丽晶酒店（2024年开幕）
- 富國島麗晶度假酒店（2022年開幕）
- 香港麗晶酒店（2022年開幕）
- 康城麗晶酒店（2023年開幕）
- 吉隆坡麗晶酒店（預計2023年開幕[3]）
- 吉達麗晶酒店（開幕時間未定[4]）
- 三亚海棠湾丽晶酒店（预计2026年开幕）
- 深圳湾丽晶酒店（预计2028年开幕）

此外，也在以下據點具有使用麗晶品牌的出租或出售公寓項目：
- 雅加達麗晶行政公寓（2019年開幕）
- 波士頓海港區麗晶豪邸（2020年開幕）
- 紐約市麗晶豪邸（2019年開幕）

### 已結業
- 比佛利威爾夏麗晶酒店（今比佛利威爾夏酒店） - 美國洛杉磯
- 雅加達麗晶酒店（今雅加達四季酒店）
- 麗晶酒店（今四季酒店）
- 薩格勒布濱海麗晶酒店 - 克羅埃西亞
- 保罗哈博麗晶酒店 - 美國佛羅里達州
- 砲臺碼頭麗晶酒店 - 美國波士頓
- 紐約麗晶酒店
- 波爾多麗晶大酒店 - 法國

## 外部連結
- 麗晶酒店全球網站 （页面存档备份，存于）